# Beniamino di Rohan-Soubise
Beniamino di Rohan-Soubise, I duca di Fontenay (1583 – Londra, 9 ottobre 1642), è stato un nobile e condottiero francese affiliato agli ugonotti.

## Biografia
Beniamino era il secondo figlio di Renato II, visconte di Rohan (1550 – 1586), e di Caterina di Parthenay (1554 – 1631), figlia ed erede del generale ugonotto Jean de l'Archévêque, signore di Soubise. Fu pari di Francia.
Combatté sotto Maurizio d'Orange nella campagna di Olanda e si unì al Principe di Condé, contro Maria de' Medici. Durante le guerre di religione, che ripresero nel 1621 sotto il regno di Luigi XIII, guidò le truppe ugonotte nelle province del Poitou, della Bretagna e dell'Angiò con avvedutezza e dimostrò particolare valore nella difesa di Saint-Jean-d'Angély, ma dovette indietreggiare nel 1622 fino a La Rochelle a causa della superiorità nemica.
All'inizio del 1625 si impossessò delle Isole di Ré e di Oléron e nel porto sul Blavet, sulla costa bretone, di una flotta reale consistente in 15 navi, ma la sua spedizione nel Médoc fu un fallimento. Il 15 settembre 1625 fu sconfitto in una battaglia navale al largo de La Rochelle dall'ammiraglio del re Enrico II di Montmorency, che gli strappò anche il possesso dell'isola di Oléron.
Rohan-Soubise intraprese un secondo viaggio in Inghilterra, dove convinse il re Carlo I ad inviare tre flotte, una dietro l'altra, in soccorso della città assediata di La Rochelle, tuttavia questo baluardo ugonotto cadde nell'autunno del 1628.
Sebbene incluso nell'atto di grazia di Alès del 27 giugno 1629, il Soubise preferì rimanere in Inghilterra per promuovere di là il sostegno agli ugonotti francesi, ove morì senza aver avuto figli. I suoi beni ed il titolo furono ereditati da uno dei suoi parenti in linea collaterale, Francesco di Rohan (1630–1712), il cui discendente più famoso fu Carlo di Rohan-Soubise (1715–1787), Pari e Maresciallo di Francia.

## Armoriale
Albero genealogico della famiglia Rohan-Parthenay
|  |  |  |  |                                                                |                                                                |                                                                |                                                                | Giovanni V di Parthenay-l'archevêque Signore di Mouchamps (Les Herbiers) detto Soubise (1512-1561) | Giovanni V di Parthenay-l'archevêque Signore di Mouchamps (Les Herbiers) detto Soubise (1512-1561) | Giovanni V di Parthenay-l'archevêque Signore di Mouchamps (Les Herbiers) detto Soubise (1512-1561) | Giovanni V di Parthenay-l'archevêque Signore di Mouchamps (Les Herbiers) detto Soubise (1512-1561) | Giovanni V di Parthenay-l'archevêque Signore di Mouchamps (Les Herbiers) detto Soubise (1512-1561) | Giovanni V di Parthenay-l'archevêque Signore di Mouchamps (Les Herbiers) detto Soubise (1512-1561) |                                                                                           |                                                                                           | Antoinette Bouchard d'Aubeterre (1535-1580) Douairière di Soubise                         | Antoinette Bouchard d'Aubeterre (1535-1580) Douairière di Soubise                         | Antoinette Bouchard d'Aubeterre (1535-1580) Douairière di Soubise | Antoinette Bouchard d'Aubeterre (1535-1580) Douairière di Soubise | Antoinette Bouchard d'Aubeterre (1535-1580) Douairière di Soubise              | Antoinette Bouchard d'Aubeterre (1535-1580) Douairière di Soubise              |                                                                                |                                                                                |                                                                                |                                                                                | Isabella d'Albret (1513-1555) zia di Giovanna d'Albret (regina di Navarra) | Isabella d'Albret (1513-1555) zia di Giovanna d'Albret (regina di Navarra) | Isabella d'Albret (1513-1555) zia di Giovanna d'Albret (regina di Navarra) | Isabella d'Albret (1513-1555) zia di Giovanna d'Albret (regina di Navarra) | Isabella d'Albret (1513-1555) zia di Giovanna d'Albret (regina di Navarra) | Isabella d'Albret (1513-1555) zia di Giovanna d'Albret (regina di Navarra) |                                                                 |                                                                 | Renato I di Rohan Visconte di Rohan (1516-1552)                 | Renato I di Rohan Visconte di Rohan (1516-1552)                 | Renato I di Rohan Visconte di Rohan (1516-1552) | Renato I di Rohan Visconte di Rohan (1516-1552) | Renato I di Rohan Visconte di Rohan (1516-1552) | Renato I di Rohan Visconte di Rohan (1516-1552) |                                                 |                                                 |                                    |                                    |                                                       |                                                       |                                                       |                                                       |                                                       |                                                       |  |  |  |  |  |  |  |  |  |  |  |  |  |  |
|  |  |  |  |                                                                |                                                                |                                                                |                                                                | Giovanni V di Parthenay-l'archevêque Signore di Mouchamps (Les Herbiers) detto Soubise (1512-1561) | Giovanni V di Parthenay-l'archevêque Signore di Mouchamps (Les Herbiers) detto Soubise (1512-1561) | Giovanni V di Parthenay-l'archevêque Signore di Mouchamps (Les Herbiers) detto Soubise (1512-1561) | Giovanni V di Parthenay-l'archevêque Signore di Mouchamps (Les Herbiers) detto Soubise (1512-1561) | Giovanni V di Parthenay-l'archevêque Signore di Mouchamps (Les Herbiers) detto Soubise (1512-1561) | Giovanni V di Parthenay-l'archevêque Signore di Mouchamps (Les Herbiers) detto Soubise (1512-1561) |                                                                                           |                                                                                           | Antoinette Bouchard d'Aubeterre (1535-1580) Douairière di Soubise                         | Antoinette Bouchard d'Aubeterre (1535-1580) Douairière di Soubise                         | Antoinette Bouchard d'Aubeterre (1535-1580) Douairière di Soubise | Antoinette Bouchard d'Aubeterre (1535-1580) Douairière di Soubise | Antoinette Bouchard d'Aubeterre (1535-1580) Douairière di Soubise              | Antoinette Bouchard d'Aubeterre (1535-1580) Douairière di Soubise              |                                                                                |                                                                                |                                                                                |                                                                                | Isabella d'Albret (1513-1555) zia di Giovanna d'Albret (regina di Navarra) | Isabella d'Albret (1513-1555) zia di Giovanna d'Albret (regina di Navarra) | Isabella d'Albret (1513-1555) zia di Giovanna d'Albret (regina di Navarra) | Isabella d'Albret (1513-1555) zia di Giovanna d'Albret (regina di Navarra) | Isabella d'Albret (1513-1555) zia di Giovanna d'Albret (regina di Navarra) | Isabella d'Albret (1513-1555) zia di Giovanna d'Albret (regina di Navarra) |                                                                 |                                                                 | Renato I di Rohan Visconte di Rohan (1516-1552)                 | Renato I di Rohan Visconte di Rohan (1516-1552)                 | Renato I di Rohan Visconte di Rohan (1516-1552) | Renato I di Rohan Visconte di Rohan (1516-1552) | Renato I di Rohan Visconte di Rohan (1516-1552) | Renato I di Rohan Visconte di Rohan (1516-1552) |                                                 |                                                 |                                    |                                    |                                                       |                                                       |                                                       |                                                       |                                                       |                                                       |  |  |  |  |  |  |  |  |  |  |  |  |  |  |
|  |  |  |  |                                                                |                                                                |                                                                |                                                                | | | | | | |                                                                                           |                                                                                           |                                                                                           |                                                                                           |                                                                   |                                                                   |                                                                                |                                                                                |                                                                                |                                                                                |                                                                                |                                                                                |                                                                            |                                                                            |                                                                            |                                                                            |                                                                            |                                                                            |                                                                 |                                                                 |                                                                 |                                                                 |                                                 |                                                 |                                                 |                                                 |                                                 |                                                 |                                    |                                    |                                                       |                                                       |                                                       |                                                       |                                                       |                                                       |  |  |  |  |  |  |  |  |  |  |  |  |  |  |
|  |  |  |  |                                                                |                                                                |                                                                |                                                                | | | | | | |                                                                                           |                                                                                           |                                                                                           |                                                                                           |                                                                   |                                                                   |                                                                                |                                                                                |                                                                                |                                                                                |                                                                                |                                                                                |                                                                            |                                                                            |                                                                            |                                                                            |                                                                            |                                                                            |                                                                 |                                                                 |                                                                 |                                                                 |                                                 |                                                 |                                                 |                                                 |                                                 |                                                 |                                    |                                    |                                                       |                                                       |                                                       |                                                       |                                                       |                                                       |  |  |  |  |  |  |  |  |  |  |  |  |  |  |
|  |  |  |  | Charles de Quellenec Barone di Pont, detto Soubise (1548-1572) | Charles de Quellenec Barone di Pont, detto Soubise (1548-1572) | Charles de Quellenec Barone di Pont, detto Soubise (1548-1572) | Charles de Quellenec Barone di Pont, detto Soubise (1548-1572) | Charles de Quellenec Barone di Pont, detto Soubise (1548-1572)                                     | Charles de Quellenec Barone di Pont, detto Soubise (1548-1572)                                     | | | Catherine de Parthenay Signora di Soubise Madre dei Rohan Douairière di Rohan (1554-1631)          | Catherine de Parthenay Signora di Soubise Madre dei Rohan Douairière di Rohan (1554-1631)          | Catherine de Parthenay Signora di Soubise Madre dei Rohan Douairière di Rohan (1554-1631) | Catherine de Parthenay Signora di Soubise Madre dei Rohan Douairière di Rohan (1554-1631) | Catherine de Parthenay Signora di Soubise Madre dei Rohan Douairière di Rohan (1554-1631) | Catherine de Parthenay Signora di Soubise Madre dei Rohan Douairière di Rohan (1554-1631) |                                                                   |                                                                   | Renato II di Rohan detto Pontivy, poi Frontenay, Visconte di Rohan (1550-1585) | Renato II di Rohan detto Pontivy, poi Frontenay, Visconte di Rohan (1550-1585) | Renato II di Rohan detto Pontivy, poi Frontenay, Visconte di Rohan (1550-1585) | Renato II di Rohan detto Pontivy, poi Frontenay, Visconte di Rohan (1550-1585) | Renato II di Rohan detto Pontivy, poi Frontenay, Visconte di Rohan (1550-1585) | Renato II di Rohan detto Pontivy, poi Frontenay, Visconte di Rohan (1550-1585) |                                                                            |                                                                            | Jean detto Frontenay (?-morto nel 1574)                                    | Jean detto Frontenay (?-morto nel 1574)                                    | Jean detto Frontenay (?-morto nel 1574)                                    | Jean detto Frontenay (?-morto nel 1574)                                    | Jean detto Frontenay (?-morto nel 1574)                         | Jean detto Frontenay (?-morto nel 1574)                         |                                                                 |                                                                 | Enrico I di Rohan Visconte di Rohan (1535-1575) | Enrico I di Rohan Visconte di Rohan (1535-1575) | Enrico I di Rohan Visconte di Rohan (1535-1575) | Enrico I di Rohan Visconte di Rohan (1535-1575) | Enrico I di Rohan Visconte di Rohan (1535-1575) | Enrico I di Rohan Visconte di Rohan (1535-1575) |                                    |                                    | Françoise de Rohan Signora della Garnache (1540-1591) | Françoise de Rohan Signora della Garnache (1540-1591) | Françoise de Rohan Signora della Garnache (1540-1591) | Françoise de Rohan Signora della Garnache (1540-1591) | Françoise de Rohan Signora della Garnache (1540-1591) | Françoise de Rohan Signora della Garnache (1540-1591) |  |  |  |  |  |  |  |  |  |  |  |  |  |  |
|  |  |  |  | Charles de Quellenec Barone di Pont, detto Soubise (1548-1572) | Charles de Quellenec Barone di Pont, detto Soubise (1548-1572) | Charles de Quellenec Barone di Pont, detto Soubise (1548-1572) | Charles de Quellenec Barone di Pont, detto Soubise (1548-1572) | Charles de Quellenec Barone di Pont, detto Soubise (1548-1572)                                     | Charles de Quellenec Barone di Pont, detto Soubise (1548-1572)                                     | | | Catherine de Parthenay Signora di Soubise Madre dei Rohan Douairière di Rohan (1554-1631)          | Catherine de Parthenay Signora di Soubise Madre dei Rohan Douairière di Rohan (1554-1631)          | Catherine de Parthenay Signora di Soubise Madre dei Rohan Douairière di Rohan (1554-1631) | Catherine de Parthenay Signora di Soubise Madre dei Rohan Douairière di Rohan (1554-1631) | Catherine de Parthenay Signora di Soubise Madre dei Rohan Douairière di Rohan (1554-1631) | Catherine de Parthenay Signora di Soubise Madre dei Rohan Douairière di Rohan (1554-1631) |                                                                   |                                                                   | Renato II di Rohan detto Pontivy, poi Frontenay, Visconte di Rohan (1550-1585) | Renato II di Rohan detto Pontivy, poi Frontenay, Visconte di Rohan (1550-1585) | Renato II di Rohan detto Pontivy, poi Frontenay, Visconte di Rohan (1550-1585) | Renato II di Rohan detto Pontivy, poi Frontenay, Visconte di Rohan (1550-1585) | Renato II di Rohan detto Pontivy, poi Frontenay, Visconte di Rohan (1550-1585) | Renato II di Rohan detto Pontivy, poi Frontenay, Visconte di Rohan (1550-1585) |                                                                            |                                                                            | Jean detto Frontenay (?-morto nel 1574)                                    | Jean detto Frontenay (?-morto nel 1574)                                    | Jean detto Frontenay (?-morto nel 1574)                                    | Jean detto Frontenay (?-morto nel 1574)                                    | Jean detto Frontenay (?-morto nel 1574)                         | Jean detto Frontenay (?-morto nel 1574)                         |                                                                 |                                                                 | Enrico I di Rohan Visconte di Rohan (1535-1575) | Enrico I di Rohan Visconte di Rohan (1535-1575) | Enrico I di Rohan Visconte di Rohan (1535-1575) | Enrico I di Rohan Visconte di Rohan (1535-1575) | Enrico I di Rohan Visconte di Rohan (1535-1575) | Enrico I di Rohan Visconte di Rohan (1535-1575) |                                    |                                    | Françoise de Rohan Signora della Garnache (1540-1591) | Françoise de Rohan Signora della Garnache (1540-1591) | Françoise de Rohan Signora della Garnache (1540-1591) | Françoise de Rohan Signora della Garnache (1540-1591) | Françoise de Rohan Signora della Garnache (1540-1591) | Françoise de Rohan Signora della Garnache (1540-1591) |  |  |  |  |  |  |  |  |  |  |  |  |  |  |
|  |  |  |  |                                                                |                                                                |                                                                |                                                                | | | | | | |                                                                                           |                                                                                           |                                                                                           |                                                                                           |                                                                   |                                                                   |                                                                                |                                                                                |                                                                                |                                                                                |                                                                                |                                                                                |                                                                            |                                                                            |                                                                            |                                                                            |                                                                            |                                                                            |                                                                 |                                                                 |                                                                 |                                                                 |                                                 |                                                 |                                                 |                                                 |                                                 |                                                 |                                    |                                    |                                                       |                                                       |                                                       |                                                       |                                                       |                                                       |  |  |  |  |  |  |  |  |  |  |  |  |  |  |
|  |  |  |  |                                                                |                                                                |                                                                |                                                                | | | | | | |                                                                                           |                                                                                           |                                                                                           |                                                                                           |                                                                   |                                                                   |                                                                                |                                                                                |                                                                                |                                                                                |                                                                                |                                                                                |                                                                            |                                                                            |                                                                            |                                                                            |                                                                            |                                                                            |                                                                 |                                                                 |                                                                 |                                                                 |                                                 |                                                 |                                                 |                                                 |                                                 |                                                 |                                    |                                    |                                                       |                                                       |                                                       |                                                       |                                                       |                                                       |  |  |  |  |  |  |  |  |  |  |  |  |  |  |
|  |  |  |  |                                                                |                                                                | Enrico II di Rohan Visconte e I duca dopo il 1604 (1579-1638)  | Enrico II di Rohan Visconte e I duca dopo il 1604 (1579-1638)  | Enrico II di Rohan Visconte e I duca dopo il 1604 (1579-1638)                                      | Enrico II di Rohan Visconte e I duca dopo il 1604 (1579-1638)                                      | Enrico II di Rohan Visconte e I duca dopo il 1604 (1579-1638)                                      | Enrico II di Rohan Visconte e I duca dopo il 1604 (1579-1638)                                      | | | Beniamino di Rohan-Soubise Duca di Soubise (1583-1642)                                    | Beniamino di Rohan-Soubise Duca di Soubise (1583-1642)                                    | Beniamino di Rohan-Soubise Duca di Soubise (1583-1642)                                    | Beniamino di Rohan-Soubise Duca di Soubise (1583-1642)                                    | Beniamino di Rohan-Soubise Duca di Soubise (1583-1642)            | Beniamino di Rohan-Soubise Duca di Soubise (1583-1642)            |                                                                                |                                                                                | Henriette de Rohan detta la Bossue (la gobba) (1577-1624)                      | Henriette de Rohan detta la Bossue (la gobba) (1577-1624)                      | Henriette de Rohan detta la Bossue (la gobba) (1577-1624)                      | Henriette de Rohan detta la Bossue (la gobba) (1577-1624)                      | Henriette de Rohan detta la Bossue (la gobba) (1577-1624)                  | Henriette de Rohan detta la Bossue (la gobba) (1577-1624)                  |                                                                            |                                                                            | Catherine de Rohan sposata a Giovanni II di Baviera (1580-1607)            | Catherine de Rohan sposata a Giovanni II di Baviera (1580-1607)            | Catherine de Rohan sposata a Giovanni II di Baviera (1580-1607) | Catherine de Rohan sposata a Giovanni II di Baviera (1580-1607) | Catherine de Rohan sposata a Giovanni II di Baviera (1580-1607) | Catherine de Rohan sposata a Giovanni II di Baviera (1580-1607) |                                                 |                                                 | Anne de Rohan Poetessa (1584-1646)              | Anne de Rohan Poetessa (1584-1646)              | Anne de Rohan Poetessa (1584-1646)              | Anne de Rohan Poetessa (1584-1646)              | Anne de Rohan Poetessa (1584-1646) | Anne de Rohan Poetessa (1584-1646) |                                                       |                                                       |                                                       |                                                       |                                                       |                                                       |  |  |  |  |  |  |  |  |  |  |  |  |  |  |

## Ascendenza
|                                         |                                          |                                           | Genitori                                      |  |  | Nonni |  |  | Bisnonni                                 |  |  | Trisnonni                         |  |
|                                         |                                          |                                           |                                               |  |  |       |  |  | Pierre II de Rohan, signore di Frontenay |  |  | Pierre I de Rohan, signore di Gié |  |
|                                         |                                          |                                           |                                               |  |  |       |  |  | Pierre II de Rohan, signore di Frontenay |  |  | Pierre I de Rohan, signore di Gié |  |
|                                         |                                          | Françoise de Penhoët                      |                                               |  |  |       |  |  | Pierre II de Rohan, signore di Frontenay |  |  |                                   |  |
| René I, visconte di Rohan               |                                          |                                           |                                               |  |  |       |  |  | Pierre II de Rohan, signore di Frontenay |  |  |                                   |  |
|                                         |                                          | Anne de Rohan                             | Jean II, visconte di Rohan                    |  |  |       |  |  |                                          |  |  |                                   |  |
|                                         |                                          | Anne de Rohan                             | Jean II, visconte di Rohan                    |  |  |       |  |  |                                          |  |  |                                   |  |
|                                         |                                          | Anne de Rohan                             | Marie de Bretagne                             |  |  |       |  |  |                                          |  |  |                                   |  |
| René II, visconte di Rohan              |                                          | Anne de Rohan                             |                                               |  |  |       |  |  |                                          |  |  |                                   |  |
|                                         |                                          | Jean II d'Albret, conte di Périgord       | Alain I, signore d'Albret                     |  |  |       |  |  |                                          |  |  |                                   |  |
|                                         |                                          | Jean II d'Albret, conte di Périgord       | Alain I, signore d'Albret                     |  |  |       |  |  |                                          |  |  |                                   |  |
|                                         |                                          | Jean II d'Albret, conte di Périgord       | Françoise de Châtillon, contessa di Périgord  |  |  |       |  |  |                                          |  |  |                                   |  |
| Isabeau de Navarre                      |                                          | Jean II d'Albret, conte di Périgord       |                                               |  |  |       |  |  |                                          |  |  |                                   |  |
|                                         |                                          | Catherine, regina di Navarra              | Gaston de Foix, principe di Viana             |  |  |       |  |  |                                          |  |  |                                   |  |
|                                         |                                          | Catherine, regina di Navarra              | Gaston de Foix, principe di Viana             |  |  |       |  |  |                                          |  |  |                                   |  |
|                                         |                                          | Catherine, regina di Navarra              | Madeleine de France                           |  |  |       |  |  |                                          |  |  |                                   |  |
| Benjamin de Rohan, duca di Frontenay    |                                          | Catherine, regina di Navarra              |                                               |  |  |       |  |  |                                          |  |  |                                   |  |
|                                         | Jean IV de Parthenay, signore di Soubise | Jean III de Parthenay, barone di Soubise  |                                               |  |  |       |  |  |                                          |  |  |                                   |  |
|                                         | Jean IV de Parthenay, signore di Soubise | Jean III de Parthenay, barone di Soubise  |                                               |  |  |       |  |  |                                          |  |  |                                   |  |
|                                         | Jean IV de Parthenay, signore di Soubise | Marie d'Etampes                           |                                               |  |  |       |  |  |                                          |  |  |                                   |  |
| Jean V de Parthenay, signore di Soubise | Jean IV de Parthenay, signore di Soubise |                                           |                                               |  |  |       |  |  |                                          |  |  |                                   |  |
|                                         |                                          | Michelle de Saubonne                      | Denis de Sanbonne, signore di Fresnes-Coudray |  |  |       |  |  |                                          |  |  |                                   |  |
|                                         |                                          | Michelle de Saubonne                      | Denis de Sanbonne, signore di Fresnes-Coudray |  |  |       |  |  |                                          |  |  |                                   |  |
|                                         |                                          | Michelle de Saubonne                      | Blanche de Fontenaye                          |  |  |       |  |  |                                          |  |  |                                   |  |
| Catherine de Parthenay                  |                                          | Michelle de Saubonne                      |                                               |  |  |       |  |  |                                          |  |  |                                   |  |
|                                         |                                          | François II Bouchard, signore d'Aubeterre | Louis Bouchard, signore d'Aubeterre           |  |  |       |  |  |                                          |  |  |                                   |  |
|                                         |                                          | François II Bouchard, signore d'Aubeterre | Louis Bouchard, signore d'Aubeterre           |  |  |       |  |  |                                          |  |  |                                   |  |
|                                         |                                          | François II Bouchard, signore d'Aubeterre | Marguerite de Mareuil                         |  |  |       |  |  |                                          |  |  |                                   |  |
| Antoinette Bouchard d'Aubeterre         |                                          | François II Bouchard, signore d'Aubeterre |                                               |  |  |       |  |  |                                          |  |  |                                   |  |
|                                         |                                          | Isabelle de Saint-Seine                   | Charles de Saint-Seine                        |  |  |       |  |  |                                          |  |  |                                   |  |
|                                         |                                          | Isabelle de Saint-Seine                   | Charles de Saint-Seine                        |  |  |       |  |  |                                          |  |  |                                   |  |
|                                         |                                          | Isabelle de Saint-Seine                   | Huguette de Vuillafanes                       |  |  |       |  |  |                                          |  |  |                                   |  |
|                                         |                                          | Isabelle de Saint-Seine                   |                                               |  |  |       |  |  |                                          |  |  |                                   |  |